# 3C 48
3C 48 — квазар в созвездии Треугольника, удалённый от Земли на ~3,9 млрд св. лет. Первый из многих тусклых звездоподобных объектов, позже названных квазарами.
В радиоастрономии 3C 48 используется как стандартный калибровочный источник.

## Номенклатура
Название объекта «3C 48» состоит из двух значимых частей. Первая часть — «3C» — означает принадлежность объекта к Третьему Кембриджскому каталогу радиоисточников. Вторая часть — «48» — упорядоченный по прямому восхождению порядковый номер в каталоге.

## История
3C 48 — первый источник в Третьем Кембриджском каталоге радиоисточников, который был оптически идентифицирован Алланом Сэндиджем и Томасом Мэттьюсом в 1960 году с помощью интерферометрии.
Джесси Гринстейн и Томас Мэттьюс обнаружили, что его красное смещение равно 0,367, одно из самых высоких красных смещений среди всех известных в то время источников. Только в 1982 году для окружающей тусклой галактической «туманности» было измерено красное смещение, которое оказалось тем же, что и у 3C 48, что подтвердило его идентификацию в качестве объекта в далёкой галактике. Это была также первая надёжная идентификация квазара с окружающей галактикой того же красного смещения.

26 сентября 1960 года Мэттьюс и Сэндидж сфотографировали на 200-дюймовом телескопе область неба, содержащую один из таких источников — ЗС48. К их удивлению, в пределах прямоугольника ошибок координат в этой области не было никаких объектов, кроме звезды 16,2m. Правда, вокруг были следы слабой небольшой туманности, но объект выглядел, безусловно, звездообразным. Сомнения в возможности отождествления источника радиоизлучения со звездой исчезли 22 октября 1960 года, когда Сэндидж получил спектр объекта. В нём оказалась необычная комбинация широких эмиссионных линий, не поддававшаяся идентификации. Показатели цвета ЗС48 также были необычны: Сэндидж нашел, что они соответствуют горячим белым карликам и бывшим Новым звездам — очень горячим объектам с ультрафиолетовым избытком.
В декабре 1960 года Сэндидж сообщил о результатах первых оптических наблюдений ЗС48 на 107 заседании Американского астрономического общества. Проверяя гипотезу, по которой ЗС48 является звездным остатком вспышки Новой или даже Сверхновой («первой настоящей радиозвездой»), X. Смит и Д. Хоффлейт просмотрели коллекцию пластинок Гарвардской службы неба за 1897—1958 гг. и не обнаружили сколько-нибудь заметных, превышающих 0,3m, колебаний блеска объекта, частых у бывших новых звезд. Наиболее вероятным казалось, что это нейтронная звезда — остаток сверхновой звезды.
— Ефремов Ю. Н. Вглубь Вселенной. — 4-е изд. — М.: Едиториял УРСС, 2003. — С. 193—194. — 264 с. — ISBN 5-354-00392-X.